# 孙淦
孙淦（1946年—），江苏江阴人。中华人民共和国政治人物。
早年毕业于云南农业大学农学系。1983年，任昆明市副市长。1993年，任昆明市委书记。1999年，任中共云南省委副书记。2001，调任中共贵州省委副书记；2001年，任贵州省政协主席。2006年，任中共中央直属机关工委副书记。